# Martin Borch
Martin Borch (født 1. marts 1852 i Skjern, død 8. februar 1937 i København) var en dansk arkitekt og kongelig bygningsinspektør.

## Uddannelse
Han var søn af proprietær Frederik Borch (1807-1868) fra Skjerngaard i Jylland og Johanne Frederikke Borch født Frausing (1809-1886) og gik i Randers Latinskole 1863-66 og på C.V. Nielsens tegneskole 1868-69. Efter at have været i tømrerlære (svend 1870) gennemgik han fra 1869 til 1877 Kunstakademiet og vandt i 1878 den lille guldmedalje (for Et Bibliothek i gothisk Stil). Samme år var han tegner ved Conrad Engelhardts arkæologiske undersøgelser i Thy og havde tidligere, i 1874, deltaget i opmåling af middelalderkirker på Bornholm. Han modtog supplerende undervisning i akvarelmaling og malede hele livet igennem. I sin alderdom kastede han sig også over skulptur.

## Virke
Borch havde bl.a. Hans J. Holm som lærer i arkitektur. Sammen med Martin Nyrop og Hack Kampmann er Borch en af de betydeligste repræsentanter inden for nationalromantikken. I 1901 vandt han Eckersberg Medaillen for den velkomponerede Skt. Andreas Kirke i København.
Fra 1903 til 1923 var Martin Borch kongelig bygningsinspektør for 1. sjællandske distrikt og fik som sådan mange opgaver for bl.a. Københavns Universitet og Nationalbanken. Han var Ridder af Dannebrog.
Skæbnen har dog været Borchs værker ret ugunstig. Hans hovedværker – ikke mindst Rigshospitalet – er revet ned, nogle af hans overlevende værker er stærkt ombyggede og af de resterende bygninger er næsten ingen fredede. Studentergården blev afvist som fredningsemne af Det særlige Bygningssyn i 2001, og Sankt Andreas Kirke skal formentlig lukkes som kirke og afventer en uvis fremtid.

## Øvrige tillidshverv
Borch var fra 1881 til 1912 fast arkitekt for De Danske Spritfabrikker, 1884-1920 arkitekt for Frederik VII's Stiftelse på Jægerspris Slot, 1893-99 assistent ved Kunstakademiets Arkitektskole, blev i 1901 medlem af Kunstakademiet og var fra 1908 til 1920 medlem af Akademiraadet. Han var medlem af Det særlige Syn for Landets Hovedkirker 1904-35, arkitekt for Børsen 1908-36, medlem af Det Særlige Bygningssyn 1918-33 og formand for Kunstnerhjemmet 1920-31.

## Familie
Han blev gift 28. juli 1880 i Randlev med Martin Nyrops søster, Marie Henriette Nyrop (29. september 1853 på Holmsland - 10. september 1943 i København), datter af pastor Christopher Nyrop (1805-1879) og Helene Nyrop født Ahlmann (1807-1874. Martin Borch er begravet på Hørsholm Kirkegård.
Hans søn, Christen Borch, blev også arkitekt. Far og søn arbejdede i en periode sammen, og sønnen overtog mange af Martin Borchs opgaver uden dog at opnå stillingen som kgl. bygningsinspektør.

## Gengivelser
- Afbildet på gruppetegning af Erik Henningsen 1905 (Det Nationalhistoriske Museum på Frederiksborg Slot)
- Portrætmaleri af samme 1920 (udstillingsfonden, Charlottenborg)
- Portrætmaleri af Herman Vedel (Andreaskirken, København)
- Buste af Siegfried Wagner 1933
- Maske (Rådhushallen, København)
- Fotografier af Frederik Riise m.fl. (Det Kongelige Bibliotek)

## Hæder
- 1889: Ministeriel rejseunderstøttelse
- 1891 og 1901: Akademiets stipendium
- 1894 og 1901: Eckersberg Medaillen
- 1901: Ridder af Dannebrog
- 1910: Fortjenstmedaljen i guld
- 1916: Dannebrogmændenens Hæderstegn
- 1929: Æresmedalje fra Akademisk Arkitektforening

## Værker
- De Danske Spritfabrikker i Roskilde (1886)
- Børneafdeling, Christiansminde, Jægerspris (1886)
- Avlslænger og tilbygning sammesteds (1887)
- Det store Kongeværelse, Den Nordiske Industri-, Landbrugs- og Kunstudstilling i Kjøbenhavn 1888 (1888, flyttet til Nationalmuseet i Brede)
- Ombygning af Holstenshuus' hovedbygning (1889, brændt 1908 og genopført ved Vilhelm Petersen 1909-10, fredet 1990)
- Køge Vandtårn (1892)
- Provinsarkivet, nu Landsarkivet for Fyn, Odense (1892-93, fredet 1984)[4]
- Gårdbogård i Ålbæk (1893)
- Borgerskole nu Kunstmuseet Køge Skitsesamling, Nørregade, Køge (1893, kraftigt ombygget)
- Den Ankerske Marmorforretning, Marmormolen, Københavns Frihavn (1895, delvist nedrevet)[5]
- 10 husmandsbrug, Gisselfeld (ml. 1895-1920, om- og nybygning)[6]
- Skoven Kirke, Draaby ved Jægerspris (1897, brændt 1982, genopbygget af Mangor & Nagel 1983) [7]
- Villa, Scherfigsvej 5, København (1897)
- Villa, Færgevej 24, Frederikssund (1890)
- Udvidelse af Brattingsborg på Samsø (1897-98)
- Svaneapoteket, Skomagergade 12, Roskilde (1898-99)
- Tilbygning til Erholm (1899)

, Nørregade 2, København (1899)
- Ny facade til orglet i Køge Kirke (ca. 1900) [8]
- Sankt Andreas Kirke, Gothersgade/Øster Farimagsgade, København (1898-1901, tildelt Årsmedaljen) [9]
- Amaliegade 13 i gården, København (1899)
- Det danske Selskabs Skole, Forchhammersvej 18, Frederiksberg (1899-1900)
- Butik- og kontorbygning, Nørregade 2, København (1899-1900)
- Kapel, Ny Skt. Nicolai Kirkegård, Køge (1900)
- Præstegård, Skoven Kirke, Draaby ved Jægerspris (1900)
- Det gjensidige Forsikringsselskab "Danmark"'s bygning, nu Det Kongelige Danske Musikkonservatorium, Niels Brocks Gade 1, København (1901-03)
- Tilbygning til Rigsdagsbygningen, nu Østre Landsret mod Bredgade, København (1902-03) [10]
- Snubbekorset, Vridsløsemagle Mark (1903)
- Magasinbygningen mellem Vor Frue Plads/Fiolstræde/Krystalgade på Københavns Universitet (1905-07) [11]
- Rigshospitalet på Blegdamsvej (1905-11, sammen med Kristoffer Varming, næsten alt nedrevet 1956 ff., hovedbygningen nedrevet 1985. Sygeplejerskeboligerne og patienthotellet eksisterer endnu, men er bestemt til nedrivning)[12]
- Tilbygning til Statsanstalten for Livsforsikring, Havnegade 25, København (1906-07)
- Køge Sygehus, Sygehusvej, Køge (1907)
- Ungdomshjem i Aarup (Aaruphallens nuværende forbygning) (1908)[13]
- Om- og tilbygning, Amaliegade 5, København (1909 og 1913)
- Postgodsforvaltningsbygningen, Amaliegade, København (1910, nedrevet 1973)
- Villa Shaw, Hillerødvejen 3, Fredensborg (1914)
- Studiegården, Studiestræde 6, København (1915-16)
- Eget sommerhus, Teglstrup Hegn (1916, sammen med Christen Borch)
- Om- og tilbygning, Danmarks Nationalbank, Holmens Kanal/Havnegade (1917, nedrevet 1977)
- Røntgenafdeling, Rigshospitalet (1918-22, sammen med Christen Borch)
- Udvidelse og ombygning, Den Kongelige Veterinær- og Landbohøjskole, Frederiksberg (1918-26, sammen med Christen Borch)
- Næstved Posthus, Banegårdspladsen 1, Næstved (1920)
- Institut for teoretisk Fysik, nu Niels Bohr Instituttet, Blegdamsvej 15, København (1920 sammen med Kristoffer Varming, senere udvidet ved samme)
- Kollegiet Studentergården, Tagensvej 15 i København (1921-23) [14]
- Den Kgl. Mønt på Amager Boulevard 115 (1922-23, gennemgribende ombygget, vinduer ændret) [15][16]

### Restaureringer og ombygninger
- Konsistoriets hus, Københavns Universitets gård (1904)
- Vor Frue Kirke, København (1904)
- Sankt Nicolai Kirke, Køge (1905, sammen med H.B. Storck)
- Buegangene i stueetagen på Regensen ud mod Købmagergade over for Rundetårn (1908)
- Borchs Kollegium, København (1912-13)
- Gisselfeld med ny portbygning (1915)
- Ombygning og restaurering, Kommunitetsbygningen, Nørregade, København (1918-20)
- Professorbolig, Københavns Universitets gård (1920)

### Fredninger
- Gyttegård, villa i Billund (1916) . Fredet 1996.[17]
- Ombygning af Gisselfeld ved Faxe (1911-15). Fredet 1918.[18]
- Gårdbogård ved Frederikshavn. Hovedbygningen (1896), fredet 1990.[19]
- Landsarkivet for Fyn Jernbanegade 36 Odense. Arkivbygningen og arkivarboligen med læsesal samt mellembygningen (1892-93). Fredet 1984.[20]
- De Danske Spritfabrikker Roskilde. Whiskyfabrikken (1881 af Martin Borch, tilbygget 1885 og 1914). Fredet 1964. Udvidet 1990 og 2017. Ringstedgade 76 A-78 og Møllehusene 5-19] (tidl. Ringstedgade 80).[21]

### Projekter
- Statens Museum for Kunst (1885 og 1886, konkurrence, præmie og tillægspræmie)
- Christiansborg Slot (1887 og 1888, præmieret)
- Landsarkivet for Sjælland (1890, 2. præmie)
- Ny Carlsberg Glyptotek (1891, konkurrence)
- Skt. Andreas Kirke, København (1897, konkurrence, 1. præmie)
- Privatbanken (1900, konkurrence)
- Statshusmandsboliger (1908, konkurrence, 1. præmie og 2. præmie)
- Talescene, Det Kongelige Teater (1910-11)
- Aarhus Universitet (1926)